# Grégory Mallet
Grégory Mallet, né le 21 mars 1984 à Rueil-Malmaison, est un nageur français.

## Biographie
- Sélectionné aux Championnats d'Europe 2006 à Budapest et d'Eindhoven en 2008[2].
- Sélectionné aux Championnats du Monde 2007 à Melbourne, il a été entraîné par Jascha Hasson
- Sélectionné aux Jeux olympiques de Pékin au relais 4 × 100 m en 2008.
- Sélectionné aux Championnats du Monde 2009 de Rome au relais 4 × 100 m
- Sélectionné aux championnats du monde 2011 à Shanghai avec le relais 4 × 200 m nage libre. À cette occasion, il glane une médaille d'argent avec le relais 4 × 200 m nage libre composé de Yannick Agnel, Fabien Gilot et Jérémy Stravius, devancé en finale par le relais américain emmené par Ryan Lochte et Michael Phelps. Son frère se prénomme Louis-Carl.

## Palmarès

### Jeux olympiques
| Discipline / Année   | Pékin 2008 | Londres 2012              |
| 200 m nage libre     | -          | 1/2 finales 1 min 47 s 56 |
| 4 × 100 m nage libre | Argent     | -                         |
| 4 × 200 m nage libre | -          | Argent 7 min 2 s 77 (RF)  |

### Championnats du monde
| Édition        | Épreuve              | Épreuve                  | Épreuve | Épreuve |
| Édition        | 4 × 100 m nage libre | 4 × 200 m nage libre     |         |         |
| Melbourne 2007 | Bronze               | 10e des séries           |         |         |
| Rome 2009      | Bronze 3 min 9 s 89  | -                        |         |         |
| Shanghai 2011  | -                    | Argent 7 min 4 s 81 (RF) |         |         |
| Barcelone 2013 | Or                   | 4e 7 min 4 s 91          |         |         |

### Grand bassin
| Édition       | Épreuve               | Épreuve | Épreuve | Épreuve |
| Édition       | 4 × 100 m nage libre  |         |         |         |
| Budapest 2006 | Bronze 3 min 16 s 53  |         |         |         |
| Berlin 2014   | Or 3 min 11 s 64 (RC) |         |         |         |

### Championnats de France
- Championnats de France : champion de France 2007 et 2009 du 200 m nage libre (deuxième en 2014 et 2015, troisième en 2011, 2012 et 2013)

## Records personnels
- Records personnels : 50 m nage libre (22.76) à Montpellier en 2011, 100 m nage libre (48.31) à Montpellier en  2009, 200 m nage libre (1:46.69) à Rennes en 2013
- Record du monde du relais 4 × 100 m en petit bassin (avec Fabien Gilot, William Meynard et Frédérick Bousquet) en 3:04.98[4]